# Kunigunde Jakobäa von der Pfalz

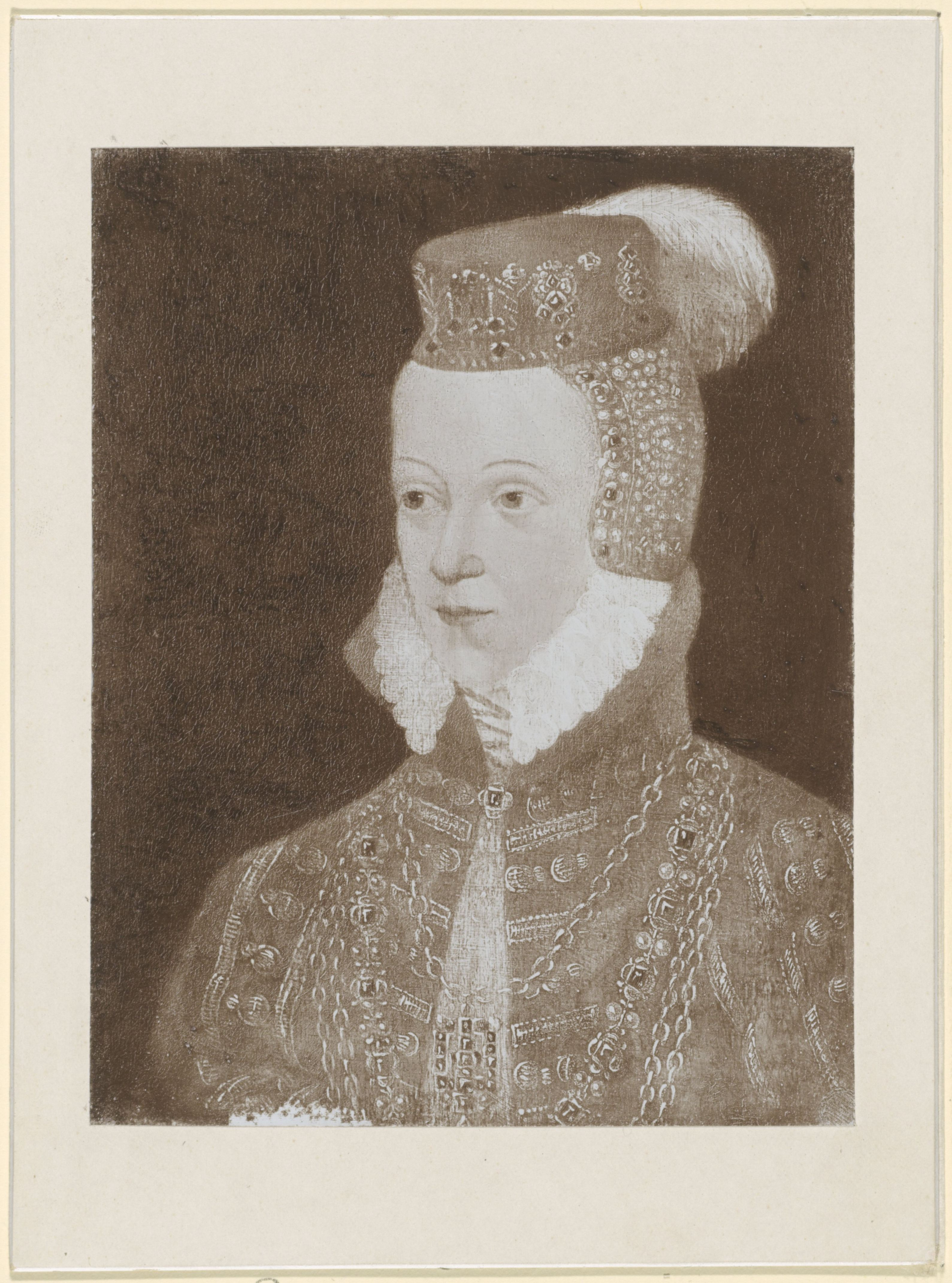
Kunigunde Jakobäa von der Pfalz

Kunigunde Jakobäa von der Pfalz (* 9. Oktober 1556 in Simmern; † 26. Januar 1586 in Dillenburg) war eine Pfalzgräfin von Simmern und Prinzessin von der Pfalz sowie durch Heirat Gräfin von Nassau-Dillenburg.

## Leben
Kunigunde Jakobäa war eine Tochter des Kurfürsten Friedrich III. von der Pfalz (1515–1576) aus dessen Ehe mit Marie (1519–1567), Tochter des Markgrafen Kasimir von Brandenburg-Kulmbach.
Sie heiratete am 13. September 1580 in Dillenburg Graf Johann VI. von Nassau-Dillenburg (1536–1606). Die Vermählung bedeutete nicht nur eine politische Annäherung Nassau-Dillenburgs an die reformierte Kurpfalz, sondern gab auch den Ausschlag für Johanns Annahme des calvinistischen Glaubensbekenntnisses.
Kunigunde Jakobäa wurde in der Evangelischen Stadtkirche Dillenburg beigesetzt.

## Nachkommen
Aus ihrer Ehe hatte Kunigunde Jakobäa zwei Töchter:
- Amalia (1582–1635), ⚭ 1600 Graf Wilhelm I. zu Solms-Greifenstein (1570–1635);
- Kunigunde (1583–1584).